# Mì Hàn Quốc
Mì Triều Tiên hay Mì Hàn Quốc đề cậm đến các món ăn với nguyên liệu chính dạng mì sợi trong văn hóa ẩm thực trên bán đảo Triều Tiên (bao gồm CHDCND Triều Tiên và Đại Hàn Dân Quốc) thường được gọi tên là "guksu" (국수) trong tiếng Hàn hay "myeon" (Hangul:면; Hanja: 麵) trong từ Hán-Hàn. Mì ban đầu được chế biến khá đơn giản, bắt đầu từ 6000 đến 5000 năm trước công nguyên ở châu Á.

## Phân loại mì theo thành phần

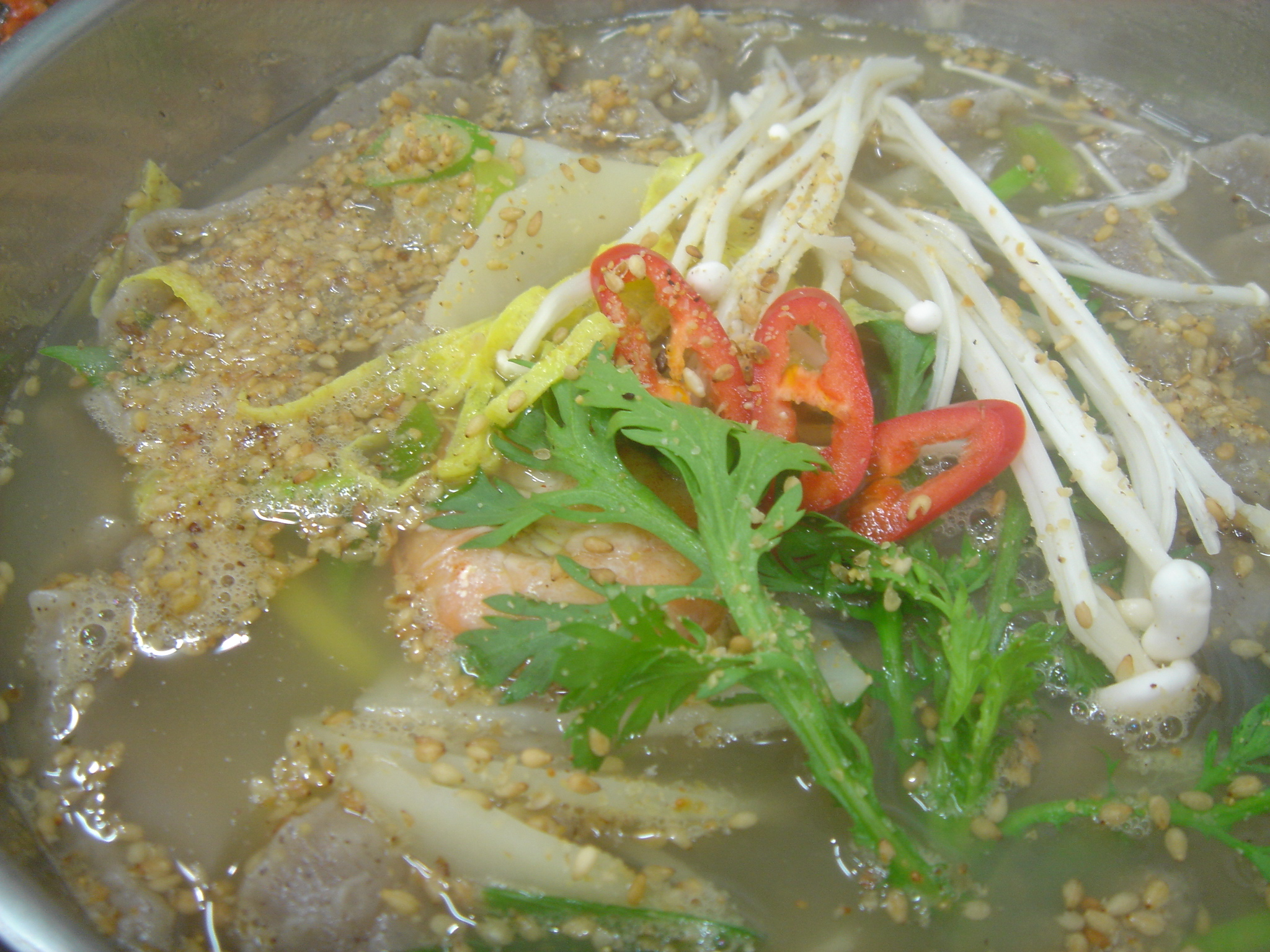
Memil guksu

- Dangmyeon (당면; miến) - làm từ tinh bột khoai tây
- Memil guksu (메밀국수) - mì kiều mạch, tương tự mì soba của Nhật
- Gogi-guksu (고기국수) - mì thịt lợn của tình Jeju
- Olchaengi guksu (올챙이국수) - mì làm từ bột ngô khô ở các tình vùng núi như Gangwon [1]
- Gamja guksu (감자국수) - mì làm từ tinh bột khoai tây, bột gạo, bột nếp[2]
- Gamjanongma guksu (감자농마국수) - làm từ tinh bột khoai tây, rất dai, là đặc sản của tỉnh Hwanghae [3]
- Milguksu (밀국수) - làm từ bột mì[4][5]
- Dotori guksu - mì làm từ bột hạt sồi [6]
- Chilk guksu (칡국수) - mì làm từ sắn dây và kiều mạch[7]
- Ssuk kalguksu (쑥칼국수) - mì làm từ Artemisia princeps và bột mì[8]
- Hobak guksu (호박국수) - mì làm từ bí ngô và bột mì[9]
- Kkolttu guksu (꼴뚜국수) - mì làm từ bột kiều mạch và bột mì[10]
- Cheonsachae (천사채) món mì bán trong suốt như thạch thu được khi ninh rong, tảo mà không cần thêm bột hoặc tinh bột. Vị nhạt nên thường được trộn gia vị hoặc trang trí bên dưới món saengseon hoe (món cá thái lát). Cheonsachae có lượng calo thấp.[11]

## Phân loại món mì
- Các món mì trộn
- Các món mì lạnh
- Các món mì nóng